# بزمجه بوش
 بزمجه بوش(نام علمی: Varanus bushi) نام یک گونه از سرده بزمجه است.